# Wolfgang Borchert
Wolfgang Borchert (20. května 1921 Hamburk – 20. listopadu 1947 Basilej) byl německý spisovatel.

## Život a dílo
Jeho nevelké dílo sestává z krátkých příběhů, básní a jedné divadelní hry. Po druhé světové válce patřil k nejznámějším autorům tzv. Trümmerliteratur (z němčiny 'Trümmer' = trosky, po druhé světové válce bylo Německo v troskách), velká část německého publika se mohla identifikovat s poválečným dramatem Venku přede dveřmi. Krátké povídky, jako např. Das Brot, An diesem Dienstag nebo Nachts schlafen die Ratten doch, byly vzorovými příklady běžné školní četby. Prezentace pacifistického připomenutí Dann gibt es nur eins! doprovázela mnoho mírových shromáždění.

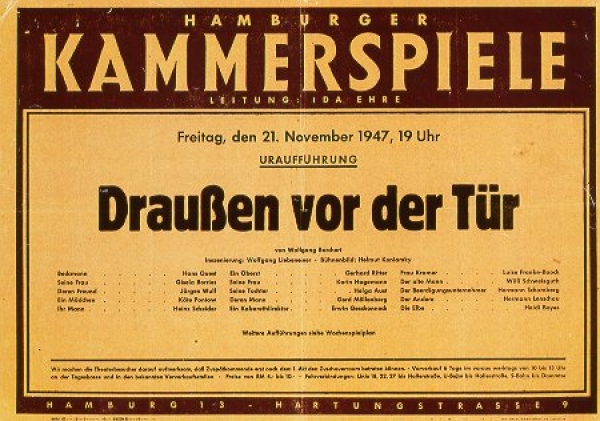
Plakát z představení "Draußen vor der Tür" (1947)

Borchertův člověk, mladý zhrzený hrdina, se vrací z války s nevyhojitelným vnitřním zraněním, nemůže v sobě zaplašit děs z války. Zpřetrhala v něm všechny jeho ideály a sny. Stala se mu destruktivním prožitkem. Rytmus jeho řeči je koktavý, skoro jako by zapomněl mluvit. Jeho myšlenkám schází logická vazba. Zničené nervy absurdně reagují na vnější podněty. Tento stav ústí nakonec v pocity bezpředmětného strachu a úzkosti.
Wolfgang Borchert napsal již ve svém dětství mnoho básní, usiloval také dlouho o herecké povolání. Bez vědomí rodičů složil přijímací zkoušky do herecké školy Helmutha Gmelina. Koncem roku 1940 přešel k divadlu nadobro. Dostal angažmá v 'Landesbühne Osthannover'.
Po hereckém vzdělání a několika měsících v kočovném divadle byl Borchert roku 1941 povolán do vojenské služby a musel se zúčastnit útoku na Sovětský svaz. Vojenskou službu bytostně nesnášel: dril a omezování svobody, tupost představených a neustálé ponižování.
V zimě 1941-1942 hlásil Borchert po návratu ze stráže zranění na ruce. V prázdném zákopu před ním se objevil sovětský voják, začali spolu zápasit, přitom prý vyšla rána, která ho zranila. Velitel však do hlášení poznamenal, že si Borchert zranění pravděpodobně přivodil sám. Borchert se posléze dostal do lazaretu, a když tam propukla úplavice, do zázemí. Jako rekonvalescent byl však v květnu 1942 náhle zatčen a dán do vyšetřovací vazby v Norimberku. Přes tři měsíce čekal na samotce na přelíčení, v němž byly jen dva možné rozsudky: propuštění v případě neviny, nebo smrt v případě viny. Přitěžující okolností při procesu byly výroky proti režimu, ústní i písemné. Byl osvobozen ve věci „sebezmrzačení“, zůstal však i nadále ve vazbě, aby se vyšetřily velezrádné výroky. Nakonec byl odsouzen ke čtyřem měsícům vězení. Na návrh obhajoby byl rozsudek změněn na šest týdnů zostřené vazby.

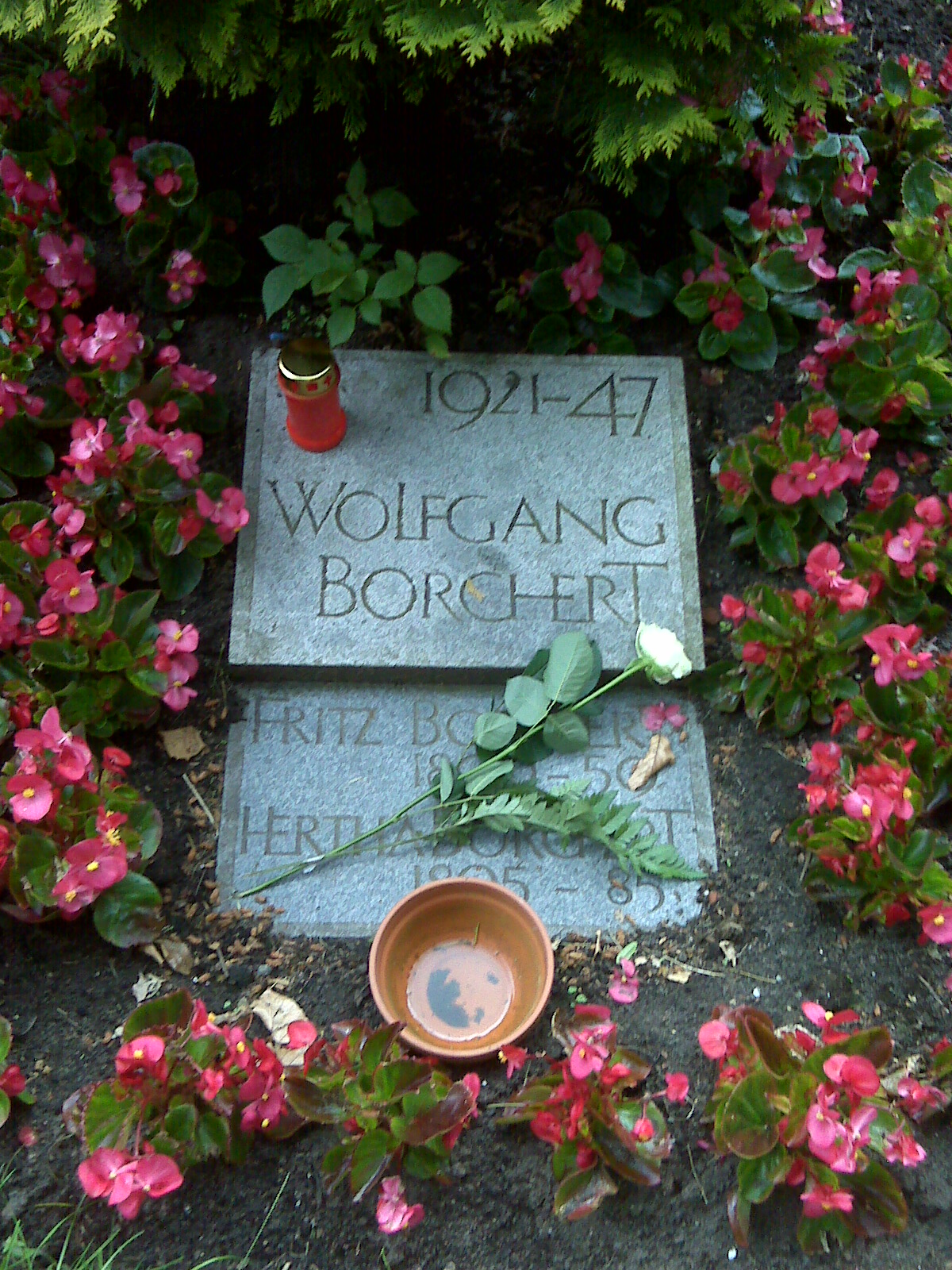
Borchertův hrob v Hamburku ('Ohlsdorfer Friedhof')

Po odpykání trestu přešel k záložnímu praporu svého bývalého pluku. V listopadu 1942 byl už znovu na cestě na frontu. Byl nasazen do těžkých tankových bojů u Toropce, kde jeho rota za čtyři dny ztratila pět velitelů. Koncem prosince přišel do lazaretu s omrzlinami nohou. Zároveň dostal záhadné horečky, s nimiž si lékaři nevěděli rady. Objevilo se podezření na skvrnitý tyfus a Borchert se dostal do neblaze proslulého infekčního lazaretu ve Smolensku, z něhož byly každodenně vynášeny spousty mrtvých. Ze Smolenska byl převelen do lazaretu v Harcu.
V říjnu se vrátil do Jeny a znovu se objevily horečky a jaterní potíže. Nakonec byl superarbitrován a určen pro frontové divadlo. Večer před propuštěním se dal pohnout k uspořádání jakéhosi představení na rozloučenou, ve kterém parodoval Goebbelse. Jeden z účastníků ho udal. Borchert byl vzat do vazby, a protože už byl jednou trestán, hrozil mu přísný trest. Byl odsouzen k devíti měsícům vězení a trest smrti mu byl prozatím odložen za účelem „osvědčení na frontě“.
Začátkem roku byl nasazen na západní frontě, jižně od Mohuče. V armádě byl už však chaos a celá jeho jednotka se brzy vzdala Francouzům. Při převozu do zajateckého tábora Borchert uprchl a protloukal se pěšky k severu. Byl chycen Američany, ale dokumenty z vězení mu znovu pomohly na svobodu. Urazil pěšky šest set kilometrů, spal většinou ve stozích, a aby nebyl chycen, vydával se chvílemi za blázna.
Také v poválečných časech Borchert velmi trpěl následkem prodělaných nemocí a poškození jater. Po krátkých pokusech o obnovení herecké a kabaretní kariéry zůstal upoután na lůžko. V lednu 1946 napsal povídku Pampeliška, která znamená pravý začátek jeho prozaického díla. Tehdy mezi lednem 1946 a zářím 1947 vzniklo mnoho kratších povídek a během osmi dní napsal drama Venku přede dveřmi s podtitulem Hra, kterou nechce žádné divadlo hrát a žádné publikum vidět. Borchert v ní zachytil klima prvních dvou poválečných let. Psal na zadní strany dopisů, na obálky – v Německu nebyly psací potřeby, stejně jako potraviny a léky. Během ozdravného pobytu ve Švýcarsku zemřel ve věku 26 let na následky onemocnění jater. Během života se stal Borchert díky rozhlasovému vysílání svého dramatu v lednu 1947 známým, avšak úspěšným byl až po smrti, počínaje divadelním představením hry Venku přede dveřmi inscenované 21. 11. 1947 – jeden den po jeho smrti.

## Vybraná díla
- Die drei dunklen Könige (1946)
- An diesem Dienstag (1946)
- Das Brot (1946)
- Draußen vor der Tür[4] (1946)
- Nachts schlafen die Ratten doch (1947)
- Dann gibt es nur eins! (1947)
- Die lange lange Strasse lang (1947)